# Agathis areolata
Agathis areolata är en stekelart som beskrevs av Maximilian Spinola 1851. Agathis areolata ingår i släktet Agathis och familjen bracksteklar. Inga underarter finns listade i Catalogue of Life.